# 陳廣 (明鄭)
陳廣，字號里貫未詳，為鄭成功的部將。
永曆十四年（1660年）五月擢升侍衛鎮總兵。十五年隨鄭成功入臺灣，四月初六日（西曆五月四日）在台江沿岸遭遇荷蘭海軍船艦，與宣毅前鎮陳澤、左虎協將陳沖擊沉、焚毀荷蘭艦各一，斃敵一百多人。十八年在東寧居統領，署前鋒左鎮總兵官都督同知。其後不詳。